# Fure's Cabin
Pour l’article homonyme, voir Fure.
La Fure's Cabin – ou Roy Fure's Trapping Cabin – est une cabane en rondins américaine située dans le borough de Lake and Peninsula, en Alaska. Protégée au sein des parc national et réserve de Katmai, elle est inscrite au Registre national des lieux historiques depuis le 7 février 1985.